# Ville-sur-Arce
Ville-sur-Arce là một xã ở tỉnh Aube, thuộc vùng Grand Est ở phía bắc miền trung nước Pháp.

## Dân số
| 1962                                 | 1968 | 1975 | 1982 | 1990 | 1999 |
| ------------------------------------ | ---- | ---- | ---- | ---- | ---- |
| 242                                  | 260  | 255  | 261  | 280  | 264  |
| Từ năm 1962: Dân số không tính trùng |      |      |      |      |      |